# Manga pastelera

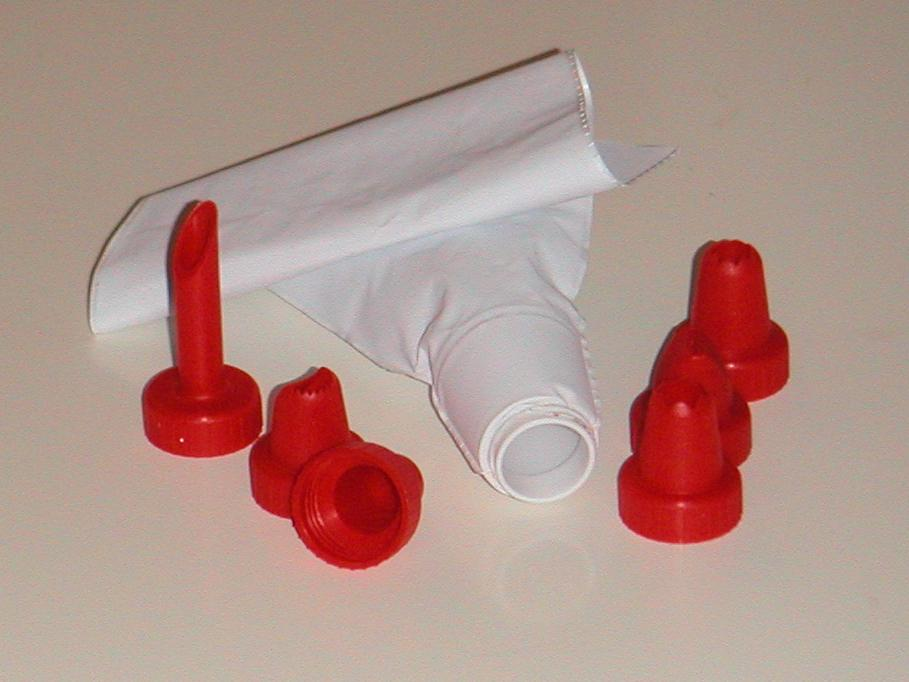
Una manga pastelera básica, con diversas boquillas.

La manga pastelera o manga confitera o "duya" o "dulla", (del francés "douilles"), es un utensilio de cocina formado por un paño cosido en forma de tronco de cono o un cilindro con un pistón sólido que tiene una boquilla que puede ser de varios modelos, cada uno de los cuales con una forma distinta, para disponer alimentos viscosos de forma decorativa. Se rellena a través de una abertura más amplia en el extremo opuesto, que se enrolla o retuerce para cerrarla, apretándose entonces para extruir su contenido.

## Características

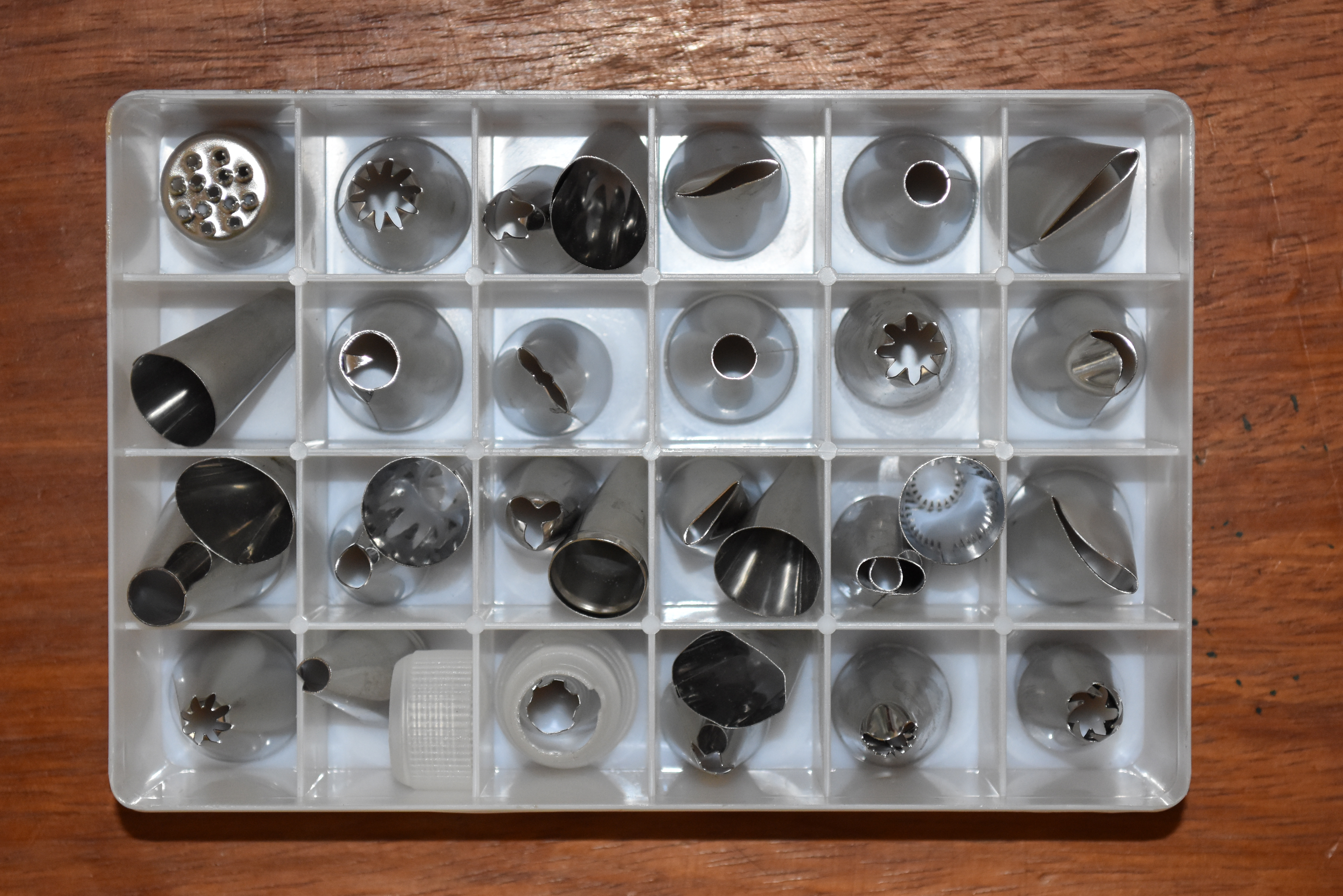
Colección de 24 boquillas intercambiables.

Las mangas de alta calidad suelen hacerse de nailon, poliéster o algodón hidrófobo, con una colección de boquillas intercambiables cromadas o de acero inoxidable. Cada boquilla tiene forma cónica, con una base lo suficientemente grande como para no salirse por el extremo menor de la manga, de forma que deben insertase por el extremo mayor antes de introducir la comida. Los modelos más económicos suelen ser de plástico con boquillas enroscables, mientras algunos alimentos pueden adquirirse ya en una envase desechable que realiza la función de la manga pastelera.
Una manga pastelera simple puede confeccionarse enrollando papel de cocina o papel encerado hasta obtener un cono, rellenándolo, doblando el extremo más ancho varias veces hasta cerrarlo, y cortando entonces el pico con la forma deseada. Esto resulta especialmente útil para pequeñas cantidades de chocolate fundido, puesto que puede cortarse un agujero muy pequeño y puede desecharse la manga cuando se enfría y endurece.
Una versión para masas más duras, consiste en un cilindro de metal con un émbolo de metal o madera, ya que los plástico más débiles suelen romperse. El modelo más conocida de este tipo es la churrera, que sirve para hacer churros u otros tipos de galletas y que va especialmente preparada para que el mango del émbolo no se rompa.

## Usos

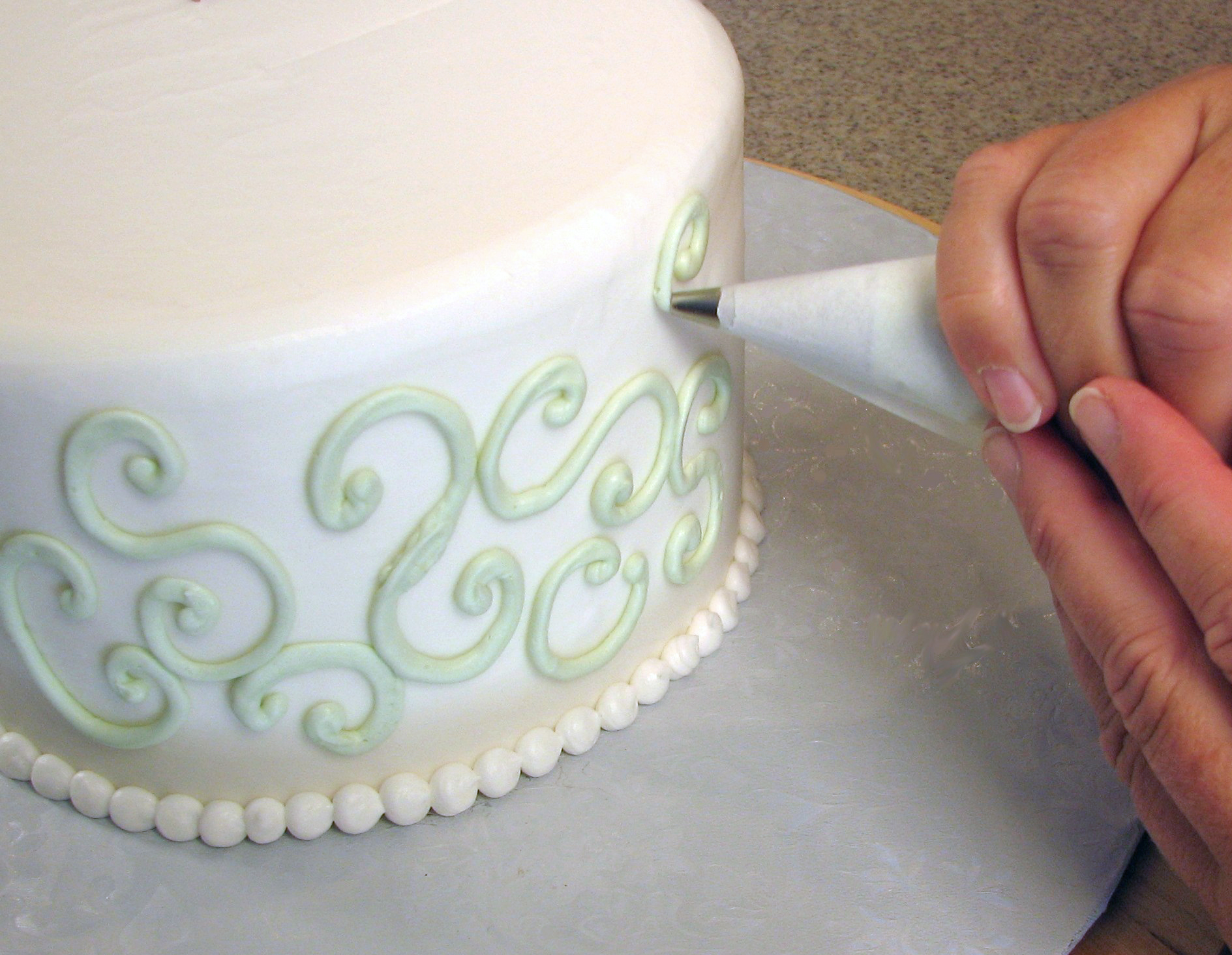
Uso de la manga pastelera para decorarar una tarta

Se utiliza para decorar dulces o pasteles, para hacer galletas u otro tipo de bizcochos pequeños. También sirve para rellenar otros dulces.
Posee una boquilla que es bastante útil para lograr diferentes formas y para rellenar dulces como los buñuelos, suelen usarse otras boquillas de diferentes formas para producir estrellas, hojas y pétalos de flor.
Además de utilizarse para aplicar glaseado, las mangas pasteleras se usan para aplicar el merengue y crema batida, y para rellenar canutillos o dónuts con mermelada o crema pastelera. Cuando la presentación es especialmente importante, pueden usarse boquillas aflautadas para decorar alimentos tales como huevos rellenos, mantequilla, batata o puré de patatas (especialmente para las pommes duchesse).